# Torneo de Stuttgart 2015
El MercedesCup 2015 es un torneo de tenis jugado en césped al aire libre. Esta fue la 38.ª edición del MercedesCup, y forma parte de la gira mundial ATP World Tour 2015 en la categoría ATP 250 series. Se llevó a cabo en Stuttgart, Alemania, del 6 de junio al 14 de junio de 2015.

## Cabezas de serie

### Individual
| Tenista               | Ranking | Preclasificada |
| Rafael Nadal          | 7       | 1              |
| Marin Čilić           | 10      | 2              |
| Feliciano López       | 12      | 3              |
| Gaël Monfils          | 14      | 4              |
| Bernard Tomic         | 26      | 5              |
| Philipp Kohlschreiber | 27      | 6              |
| Dominic Thiem         | 31      | 7              |
| Viktor Troicki        | 33      | 8              |

- Ranking del 25 de mayo de 2015

### Dobles
| Tenista                           | Ranking | Preclasificada |
| Bob Bryan Mike Bryan              | 2       | 1              |
| Marcin Matkowski Nenad Zimonjić   | 33      | 2              |
| Alexander Peya Bruno Soares       | 33      | 3              |
| Rohan Bopanna Florin Mergea       | 34      | 4              |
| Juan Sebastián Cabal Robert Farah | 61      | 5              |

## Campeones

### Individual masculino
Rafael Nadal venció a  Viktor Troicki por 7-6(3), 6-3

### Dobles masculino
Rohan Bopanna /  Florin Mergea vencieron a  Alexander Peya /  Bruno Soares por 5-7, 6-2, [10-7]